# استرلینگ پرایز
استرلینگ پرایز (انگلیسی: Sterling Price; ۱۴ سپتامبر ۱۸۰۹ – ۲۹ سپتامبر ۱۸۶۷) سیاست‌مدار اهل ایالات متحده آمریکا بود.